# Liễu Doanh

Vị trí tại Đài Nam

Liễu Doanh (tiếng Trung: 柳營區; bính âm Hán ngữ: Liǔyíng Qū; bính âm thông dụng: Liǒuyíng Cyu) là một khu (quận) của thành phố Đài Nam, Trung Hoa Dân Quốc (Đài Loan). Quận có địa hình đồi núi ở phía đông và phía tây khá bằng phẳng. Liễu Doanh là một quận nông thôn và có diện tích là 61,2929 km², dân số vào tháng 8 năm 2011 là 22.461 người thuộc 7.793 hộ gia đình, mật độ cư trú đạt 366,5 người/km².